# Aquitaine Innovations
Aquitaine Innovations est un voilier monocoque de 60 pieds IMOCA.

## Historique

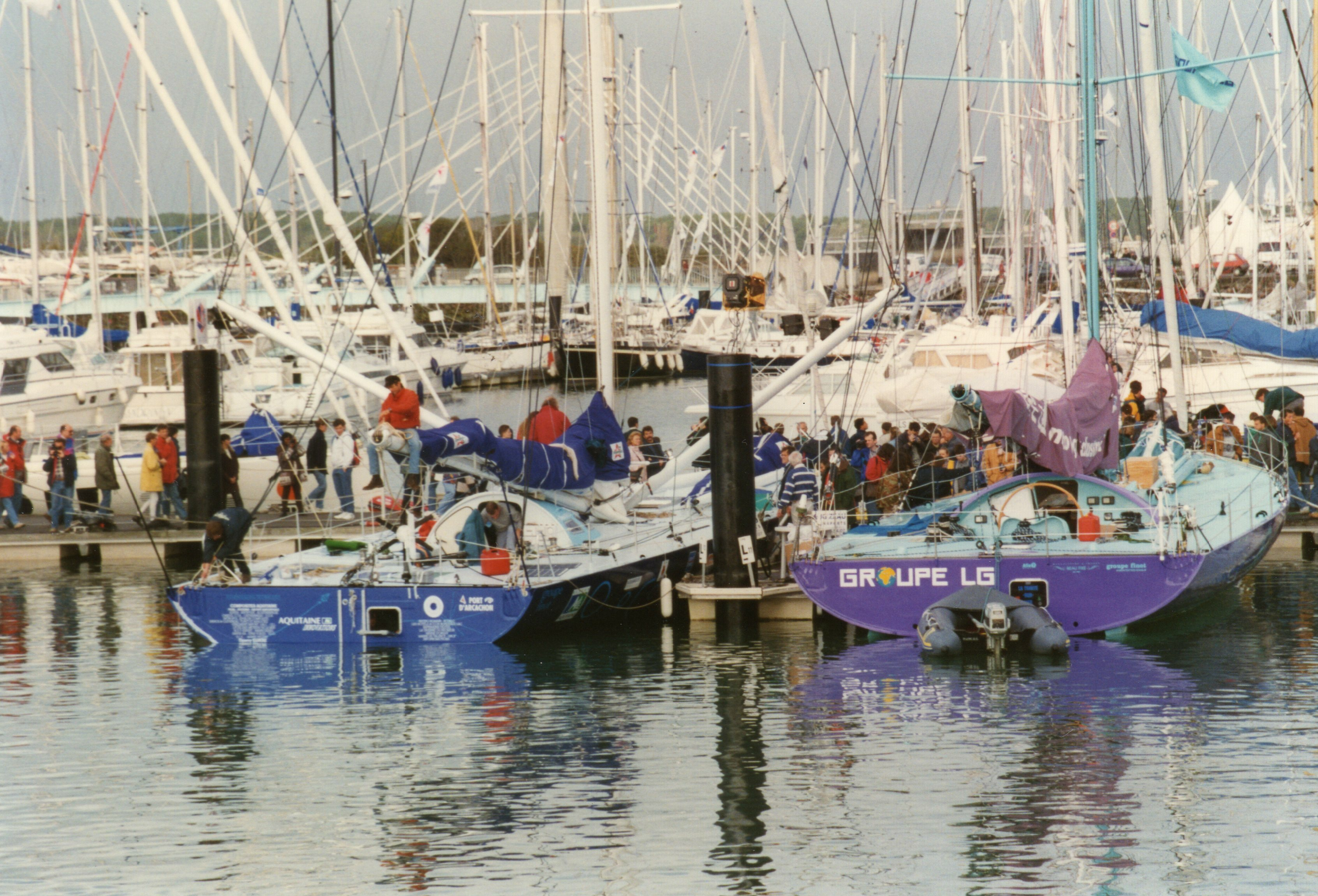
Au départ du Vendée Globe 1996-1997.

Conçu par les architectes Jean-Marie Finot et Pascal Conq avec le skipper Yves Parlier, il a été lancé en 1996. Il est le premier à utiliser un mât-aile, avec l'aide d'outriggers, à la place des traditionnelles barres de flèches. Particulièrement léger (7,5 tonnes à son lancement), très larges, Aquitaine Innovations est alors le 60 pieds Open le plus innovant, bien qu'il soit équipé d'une quille fixe et non pendulaire. Parlier assume ce choix, estimant le gain de temps du mât-aile supérieure à celui de la quille pendulaire. 
Pour sa première course, il démâte lors de la Transat anglaise, devant servir de préparation au Vendée Globe 1996-1997. Considéré comme l'un des favoris du tour du monde, avec Christophe Auguin (Geodis) et Isabelle Autissier (PRB), Parlier est contraint à l'abandon à la suite d'une série d'avaries dans la descente de l'Atlantique et du bris d'un de ses safrans.
Aquitaine Innovations enchaîne ensuite les victoires. En 1997, Parlier remporte la Fastnet Race puis la Transat Jacques-Vabre en double avec Éric Tabarly, dont ce sera la dernière course. En 1998, il remporte la Route de l'Or puis Aquitaine Innovations est confié à Thomas Coville à la suite d'un accident de parapente d'Yves Parlier. À son bord, Coville remporte la Route du Rhum 1998. En 1999, ses ballasts et son lest sont réaménagés pour gagner une tonne pour améliorer sa stabilité et sa redressabilité en cas de chavirage. En double avec Ellen MacArthur, Parlier remporte la Course de l'Europe et termine sixième de la Jacques-Vabre. 
Malgré les modifications de 1999, Aquitaine Innovations ne réussit pas le test de stabilité nécessaire en vue de courir le Vendée Globe 2000-2001. La quille est alors remplacée par celle de Somewhere (IMOCA) de Marc Thiercelin et d'autres modifications sont apportées pour abaisser son centre de gravité. Il déplace alors 9,1 tonnes. Parlier démâte à nouveau dans la Transat anglaise, perturbant sa préparation du Vendée Globe.
Pendant le Vendée Globe, Aquitaine Innovations démâte une troisième fois mais Yves Parlier refuse d'abandonner et trouve refuge dans une baie de l'île Stewart, au sud de la Nouvelle-Zélande, pour réparer seul son mât. Il construit un four avec une couverture de survie pour cuire les éléments en carbone du mât. Il boucle finalement son tour du monde en 127 jours, à la treizième place. Pour sa dernière course à bord de son 60 pieds, rebaptisé Tiscali, Parlier prend la 120e place de la Fastnet Race 2001, quatrième IMOCA. 

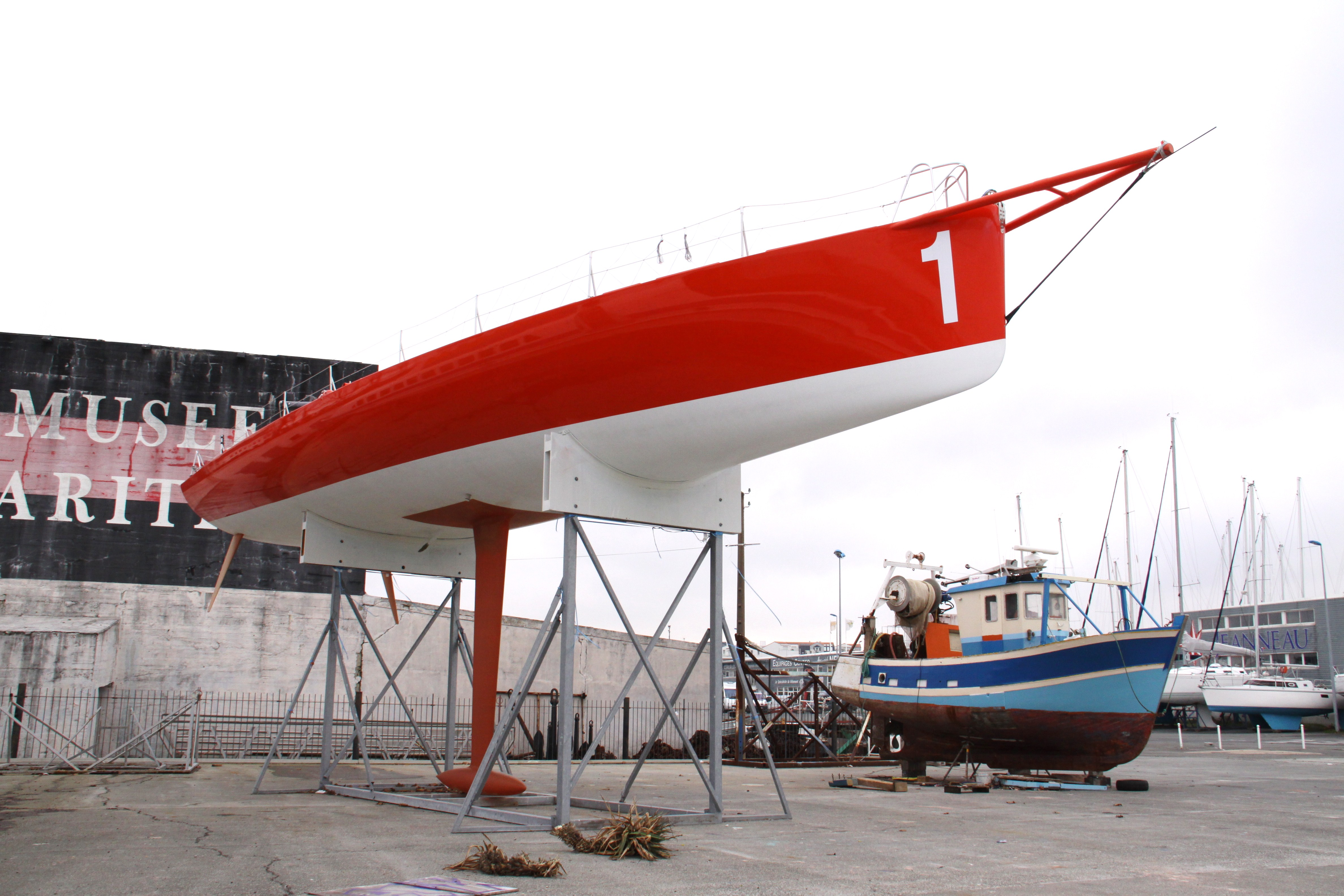
L'ex Aquitaine Innovations sur Ber en 2009 à La Rochelle.

Le bateau est ensuite cédé au Belge Patrick de Radiguès, qui prend le départ d'Around Alone en 2002. À l'arrivée de la première étape entre  New York et Torquay, en Angleterre (3e place), Patrick de Radiguès décide de mettre un terme à son tour du monde et engage Garniuer Belgium sur la Route du Rhum, dont il prend la sixième place. 
Patrick de Radiguès se prépare pour le Vendée Globe 2004-2005 en courant la Calais Round Britain Race 2003 (8e place) puis la Transat Jacques-Vabre (10e place) mais son sponsor se désengage. Garnier Belgium passe alors plus de deux ans sur un ber à Caen, avant que Yannick Bestaven le reprenne et le remette en état avec l'aide d'Yves Parlier pour le Vendée Globe 2008-2009.
Rebaptisé Cervin Enr, il prend la treizième place de la Transat Jacques-Vabre 2007 puis la huitième place de la Transat B to B. Malgré un changement de mât, les résultats décevants se poursuivent en 2008 avant le Vendée Globe. Un nouveau sponsor permet à Bestaven une remise en état du bateau mais il démâte quelques jours après le départ. À vendre sur ber depuis 2009 dans le port de La Rochelle, l'ex Aquitaine Innovations a été mis en vente publique en juillet 2013.
Le voilier est finalement racheté en 2016 par Initiatives-Cœur, le projet de Tanguy de Lamotte. Il fait partie des attractions du village départ du Vendée Globe 2016-2017 aux Sables-d'Olonne. En mars 2017, le 60 pieds est hissé au premier étage de la Tour Eiffel à Paris au profit de Mécénat Chirurgie cardiaque, une des associations marraines d'Initiatives-Cœur.

## Palmarès

### 1996-2001:Aquitaine Innovations– Yves Parlier
- 1996 :
  - abandon dans la Transat anglaise (démâtage)
  - abandon dans le Vendée Globe

- 1997 :
  - victoire dans la Transat Jacques-Vabre, en double avec Éric Tabarly, en 19 jours, 23 heures et 19 minutes

- 1998 :
  - victoire dans la Route de l'Or, en équipage, en 57 jours, 3 heures et 21 minutes (record)
  - victoire dans la Route du Rhum, skippé par Thomas Coville, en 18 jours, 7 heures et 53 minutes

- 1999 :
  - victoire dans la Course de l'Europe, en équipage avec Ellen MacArthur, Yannick Bestaven
  - 6e place dans la Transat Jacques-Vabre, en double avec Ellen MacArthur, en 21 jours, 5 heures et 25 minutes

- 2000 :
  - abandon dans la Transat anglaise (démâtage)
  - 13e place dans le Vendée Globe en 126 jours 23 heures et 36 minutes

- 2001 :
  - 4e place dans la Fastnet Race, en 3 jours, 1 heures et 37 minutes

### 2002-2004:Garnier Belgium– Patrick de Radiguès
- 2002 :
  - 3e de la première étape d'Around Alone, ne participe pas à la suite de la course
  - 6e place dans la Route du Rhum, en 18 jours et 20 minutes

- 2003 :
  - 8e place dans la Calais Round Britain Race, en 10 jours, 11 heures et 34 minutes
  - 10e place dans la Transat Jacques-Vabre, en double avec Elie Canivenc, en 22 jours, 1 heures et 32 minutes

### 2007-2008:Cervin EnR– Yannick Bestaven
- 2007 :
  - 13e place dans la Transat Jacques-Vabre, en double avec Ronan Guérin, en 19 jours, 23 heures et 38 minutes
  - 8e place dans la Transat B to B, en 18 jours et 58 minutes

- 2008 :
  - 6e place dans la Transat anglaise en 15 jours et 16 heures
  - 2e de la Transat Québec-Saint-Malo, en 15 jours, 22 heures et 42 minutes

### 2008:Aquarelle.com– Yannick Bestaven
- abandon dans le Vendée Globe (démâtage)